# Corridoio Shenzhen-Zhongshan
Il corridoio Shenzhen-Zhongshan (Cinese semplificato: 深中通道) è un passaggio stradale che attraversa l'estuario del Fiume delle Perle, collegando la città di Shenzhen con la città di Zhongshan nella provincia del Guangdong, in Cina. È composto dal ponte Shenzhen-Zhongshan e da un tunnel sottomarino, ed è stato completato e aperto al traffico nel giugno 2024.
Ha una lunghezza totale di 24 chilometri, con otto corsie (quattro per direzione). Il tunnel sottomarino è lungo 6.845 metri.